# Telegatti 2002
La 19ª edizione del Gran Premio Internazionale dello Spettacolo si è tenuta a Milano, al Teatro Nazionale, il 7 maggio 2002. Conduttori della serata sono stati il presentatore Pippo Baudo, affiancato da Alessia Marcuzzi.
L'attenzione della serata è tutta concentrata su quattro grandi attori del cinema: Sean Connery, Patrick Swayze, Peter O'Toole e Matt Dillon.
L'incasso della serata è stato devoluto all'Università Campus - Bio Medico di Roma.

## Vincitori
I premi sono assegnati alle trasmissioni andate in onda l'anno precedente alla cerimonia. Di seguito vengono elencate le varie categorie di premi, e i vincitori (in grassetto). In corsivo i nominati.

### Personaggio femminile dell'anno
- Simona Ventura
- Maria De Filippi
- Raffaella Carrà

### Personaggio maschile dell'anno
- Fiorello
- Gerry Scotti
- Giorgio Panariello

### Trasmissione dell'anno
- Saranno famosi, Italia 1
- Torno sabato - La Lotteria, Rai 1
- Striscia la notizia, Canale 5

### Miglior film TV
- Perlasca - Un eroe italiano, Rai 1
- Il commissario Montalbano, Rai 2
- Per amore, Canale 5

### Miglior telefilm
- Casa Vianello, Canale 5
- E.R. - Medici in prima linea, trasmesso su Rai 2
- Friends, trasmesso su Rai 2

### Miglior serie TV
- Cuore, Canale 5
- Commesse 2, Rai 1
- Distretto di Polizia 2, Canale 5

### Miglior reality show
- Saranno famosi, Italia 1
- C'è posta per te, Canale 5
- Carràmba! Che sorpresa, Rai 1

### Premio TV utile
- Mi manda Raitre, Rai 3
- Elisir, Rai 3
- Trenta ore per la vita, Canale 5

### Miglior trasmissione di informazione e cultura
- Verissimo, Canale 5
- Alle falde del Kilimangiaro, Rai 3
- La macchina del tempo, Rete 4

### Miglior trasmissione di giochi e quiz TV
- Passaparola, Canale 5
- Chi vuol essere milionario?, Canale 5
- Sarabanda, Italia 1

### Miglior evento in TV
- 52º Festival di Sanremo, Rai 1
- Galà della pubblicità, Canale 5
- Gran Premio Internazionale della TV 2001, Canale 5

### Miglior talk show
- Porta a porta, Rai 1
- Maurizio Costanzo Show, Canale 5
- Amici di Maria De Filippi, Canale 5

### Miglior trasmissione di satira TV
- Striscia la notizia, Canale 5
- Le Iene, Italia 1
- Zelig, Italia 1

### Miglior trasmissione di varietà
- Torno sabato - La lotteria, Rai 1
- Buona Domenica, Canale 5
- Scherzi a parte, Canale 5

### Miglior soap opera
- Vivere, Canale 5
- Centovetrine, Canale 5
- Beautiful, trasmesso su Canale 5

### Miglior trasmissione musicale
- Festivalbar 2001, Italia 1
- Furore, Rai 2
- Top of the Pops, Rai 2

### Miglior trasmissione sportiva
- Quelli che... il calcio, Rai 2
- 90º minuto, Rai 1
- Controcampo, Italia 1

### Miglior trasmissione per ragazzi
- Disney Club, Rai 2
- 44º Zecchino d'Oro, Rai 1
- Art Attack, Rai 2

### Lettore di TV Sorrisi e Canzoni
- Alla signora Cinzia Passerini

## Premi speciali
- A Sean Connery, per il cinema in TV
- A Peter O'Toole, come personaggio cult

## Statistiche emittente/vittorie
- Rai 1   3 premi
- Rai 2   2 premio
- Rai 3    1 premio

Totale Rai: 6 Telegatti
- Canale 5   8 premi
- Italia 1      3 premi
- Rete 4     nessun premio

Totale Mediaset: 11 Telegatti

## Un anno di TV in due minuti
Il video d'apertura di questa edizione con il meglio della televisione 2001/2002 è accompagnato dalle canzoni Can't Get You Out of My Head e In Your Eyes di Kylie Minogue.